# Sportowiec (tygodnik)
Sportowiec – ilustrowany tygodnik (potem miesięcznik) o tematyce sportowej, wydawany w Polsce w latach 1949–1995.

## Siedziba
Czasopismo kilkakrotnie zmieniało siedzibę. Mieściło się przy: ul. Marszałkowskiej 58, Mazowieckiej 7, Marszałkowskiej 90, Nowogrodzkiej 31, Wiejskiej 14, Mokotowskiej 5 i Mokotowskiej 24. Pod ten ostatni adres, do kamienicy Bronisława Kryształa, redakcja przeprowadziła się w połowie lat 70., zajmując pokoje na piątym piętrze zwolnione przez redakcję „Przeglądu Sportowego“.

## Redaktorzy naczelni
- Jerzy Ożarowski (1949-1951),
- Edward Trojanowski (1951-1954),
- Stefan Rzeszot (1954-1969),
- Witold Duński (1970-1984),
- Jacek Żemantowski (1984-1995)

## Dziennikarze
- Agata Bleja,
- Maciej Biega,
- Krzysztof Blauth,
- Krzysztof Wągrodzki,
- Jerzy Iwaszkiewicz,
- Maciej Rybiński,
- Zdzisław Ambroziak,
- Jerzy Chromik,
- Małgorzata Daniszewska,
- Andrzej Gowarzewski,
- Jan Okulicz,
- Marek Jóźwik,
- Krzysztof Wyrzykowski,
- Leszek Fidusiewicz,
- Janusz Świerczyński,
- Cezary Chlebowski